# Uncinia hamata
Uncinia hamata är en halvgräsart som först beskrevs av Olof Swartz, och fick sitt nu gällande namn av Ignatz Urban. Uncinia hamata ingår i släktet Uncinia och familjen halvgräs. Inga underarter finns listade i Catalogue of Life.